# Copa Mundial de Fútbol Playa FIFA 2017
La IX Copa Mundial de Fútbol Playa de FIFA se celebró en Nasáu, Bahamas, del 27 de abril al 7 de mayo de 2017. Fue el segundo país que albergó el torneo en el continente americano, habiendo sido Brasil el único organizador en dicho territorio precisamente en las tres primeras ediciones (2005, 2006 y 2007).
La selección de Brasil se proclamó como campeona del certamen por quinta vez en la historia del evento. Su rival en la final fue Tahití, que disputaba el título por segunda ocasión consecutiva.

## Candidaturas oficiales
El 17 de abril de 2013, la FIFA anunció que las campañas para el proceso de adjudicación de las sedes habían iniciado para cinco competiciones a realizar entre 2016 y 2017, incluyendo la Copa Mundial de Fútbol Playa de la FIFA. El 9 de mayo se dieron a conocer las candidaturas oficiales para la organización de la copa mundial, las cuales eran provenientes de las federaciones nacionales de los siguientes países:
- Alemania
- Argentina
- Bahamas
- Brasil
- Costa Rica
- Ecuador
- El Salvador
- Emiratos Árabes Unidos
- Estados Unidos
- Egipto
- Islas Caimán
- Trinidad y Tobago

El día 22 de diciembre de 2014 se reveló la ganadora de las candidatas, la cual fue para Bahamas a través de la Asociación de Fútbol de las Bahamas.

## Equipos participantes
Dieciséis equipos participaron en el torneo. En la edición del 2017, Bahamas debutó en la competición como anfitrión, Ecuador debutó luego de conseguir la clasificación ante Argentina desde el punto penal y Panamá al ganar el Campeonato de la CONCACAF ante México.
En cursiva, los equipos debutantes.
| Clasificatorias | Clasificatorias | Clasificatorias | Clasificatorias | Clasificatorias |
| --------------- | --------------- | --------------- | --------------- | --------------- |
| AFC             | CAF             | Concacaf        | Conmebol        | UEFA            |

| Equipos participantes  | Equipos participantes | Equipos participantes | Equipos participantes |
| ---------------------- | --------------------- | --------------------- | --------------------- |
| Bahamas                | Japón                 | Nigeria               | Portugal              |
| Brasil                 | Italia                | Panamá                | Senegal               |
| Ecuador                | Irán                  | Paraguay              | Suiza                 |
| Emiratos Árabes Unidos | México                | Polonia               | Tahití                |

## Organización

### Estadio
Los juegos se llevaron a cabo en el Nassau National Beach Soccer Arena ubicado en Malcolm Park de la ciudad de Nasáu. Tiene una capacidad para 3500 espectadores.

### Sorteo
El sorteo para la conformación de los grupos se celebró en el hotel Atlantis el 28 de febrero de 2017, con la participación de entrenadores y representantes de las diferentes selecciones nacionales.

### Reglas
Las reglas del torneo fueron las siguientes:
- En la primera fase, los dieciséis equipos participantes fueron divididos en cuatro grupos con igual número de integrantes, que jugaron con el sistema de todos contra todos. Clasificaron a la segunda fase los dos equipos con el mayor número de puntos de cada grupo. Al ganador de un encuentro se le otorgó tres puntos por el triunfo en tiempo reglamentario, dos puntos tras una prórroga, y uno por superar al rival en tiros desde el punto penal.
- En caso de empate en puntos entre dos o más equipos en la primera fase, se aplicaron los siguientes criterios de desempate: Mayor número de puntos obtenidos en los juegos disputados entre los equipos involucrados; mejor diferencia de goles en los juegos disputados entre los equipos involucrados; mayor número de goles en los juegos disputados entre los equipos involucrados; mejor diferencia de goles en los juegos disputados del grupo; mayor número de goles en los juegos disputados del grupo; mejor puntuación por el número de tarjetas amarillas y rojas a que se hizo acreedor el equipo en todos los juegos, los puntos se adjudicarán de la siguiente forma: -1 por tarjeta amarilla, -3 por tarjeta roja obtenida por segunda tarjeta amarilla, -4 por tarjeta roja directa, -5 por tarjeta amarilla y tarjeta roja; sorteo.
- Los ocho equipos clasificados para la segunda fase fueron emparejados y jugaron con el sistema de eliminación directa para definir el campeón. Los perdedores de las semifinales decidieron el tercer puesto.

## Primera fase
- Las horas indicadas corresponden al huso horario local de la ciudad de Nasáu en horario de verano (UTC -4).
- Leyenda: Pts: Puntos; PJ: Partidos jugados; PG: Partidos ganados; PG+: Partidos ganados en prórroga; PG++: Partidos ganados por tiros desde el punto penal; PP: Partidos perdidos; GF: Goles a favor; GC: Goles en contra; Dif: Diferencia de goles.

### Grupo A
| Equipo  | Pts | PJ | PG | PG+ | PG++ | PP | GF | GC | Dif | Rend |
| ------- | --- | -- | -- | --- | ---- | -- | -- | -- | --- | ---- |
| Suiza   | 7   | 3  | 2  | 0   | 1    | 0  | 18 | 13 | 5   | 78%  |
| Senegal | 6   | 3  | 2  | 0   | 0    | 1  | 25 | 7  | 18  | 67%  |
| Bahamas | 3   | 3  | 1  | 0   | 0    | 2  | 7  | 14 | -7  | 33%  |
| Ecuador | 0   | 3  | 0  | 0   | 0    | 3  | 6  | 22 | -16 | 0%   |

| 27 de abril de 2017, 17:00 | Ecuador | 0:9                       | Senegal | Nassau National Beach Soccer Arena, Nasáu                        |                                                                  |
|                            |         | ( 0:3, 0:4, 0:2 ) Reporte | Diagne 5'44"' 16'35"' · Barry 6'47"' 8'23"' 20'53"' · Ndoye 14'47"' 33'46"' · Diassy 24'00"' · Balde 24'43"' | Asistencia: 650 espectadores Árbitro(s): Ebrahim Almansory (UAE) | Asistencia: 650 espectadores Árbitro(s): Ebrahim Almansory (UAE) |

| 27 de abril de 2017, 20:00 | Bahamas                              | 2:3                       | Suiza                              | Nassau National Beach Soccer Arena, Nasáu                     |                                                               |
|                            | St. Fleur 00'21"' · Christie 30'17"' | ( 1:1, 0:1, 1:1 ) Reporte | Ott 5'07"' · Hodel 12'47"' 26'23"' | Asistencia: 3300 espectadores Árbitro(s): Issam Bousbih (SUI) | Asistencia: 3300 espectadores Árbitro(s): Issam Bousbih (SUI) |

| 29 de abril de 2017, 17:00 | Suiza | 9:5                       | Ecuador                                                                      | Nassau National Beach Soccer Arena, Nasáu                    |                                                              |
|                            | Jaeggy 06'26"' · Stankovic 07'47"' 14'19"' 32'18"' · Ott 09'10"' 09'40"' 17'58"' 22'05"' · Werder 09'56"' | ( 5:0, 3:5, 1:0 ) Reporte | Bailón 14'32"' · Cedeño 15'37"' 21'35"' · Delgado 20'08"' · Gallegos 22'44"' | Asistencia: 1700 espectadores Árbitro(s): Juan Ángeles (DOM) | Asistencia: 1700 espectadores Árbitro(s): Juan Ángeles (DOM) |

| 29 de abril de 2017, 20:00 | Senegal | 10:1                      | Bahamas                 | Nassau National Beach Soccer Arena, Nasáu                     |                                                               |
|                            | Sylla 00'50"' · Balde 1'56"' 2'35"' 20'52"' · Diagne 4'39"' · Diassy 7'59"' · Ndoye 25'56"' 29'42"' · Diouf 33'32"' 33'58"' | ( 5:0, 1:1, 4:0 ) Reporte | Christie 16'44"' (pen.) | Asistencia: 3500 espectadores Árbitro(s): Yuichi Hatano (JPN) | Asistencia: 3500 espectadores Árbitro(s): Yuichi Hatano (JPN) |

| 1 de mayo de 2017, 17:00 | Suiza                                                                                            | 6:6 (1:1 t. s.)(3:1 p.)    | Senegal                                                                              | Nassau National Beach Soccer Arena, Nasáu                      |                                                                |
|                          | Hodel 3'59"' · Stankovic 22'35"' (pen.) 23'41"' 30'35"' · Werder 27'14"' · Spaccarotella 38'41"' | ( 1:1, 2:2, 2:2 ) Reporte  | Fall 1'42"' · Balde 12'31"' · Diagne 17'27"' 31'14"' · Ndoye 24'16"' · Ndour 37'47"' | Asistencia: 1500 espectadores Árbitro(s): Micke Palomino (PER) | Asistencia: 1500 espectadores Árbitro(s): Micke Palomino (PER) |
|                          |                                                                                                  | Tiros desde el punto penal |                                                                                      |                                                                |                                                                |
|                          | Jaeggy · Hodel · Stankovic                                                                       |                            | Barry · Diagne                                                                       |                                                                |                                                                |

| 1 de mayo de 2017, 20:00 | Bahamas                                                         | 4:1                       | Ecuador         | Nassau National Beach Soccer Arena, Nasáu                 |                                                           |
|                          | Francois 18'13"' 32'49"' · St. Fleur 21'44"' · Williams 33'14"' | ( 0:0, 2:0, 2:1 ) Reporte | Moreira 28'39"' | Asistencia: 3400 espectadores Árbitro(s): Hugo Pado (SOL) | Asistencia: 3400 espectadores Árbitro(s): Hugo Pado (SOL) |

### Grupo B
| Equipo  | Pts | PJ | PG | PG+ | PG++ | PP | GF | GC | Dif | Rend |
| ------- | --- | -- | -- | --- | ---- | -- | -- | -- | --- | ---- |
| Italia  | 9   | 3  | 3  | 0   | 0    | 0  | 25 | 11 | 14  | 100% |
| Irán    | 4   | 3  | 1  | 0   | 1    | 1  | 11 | 11 | 0   | 44%  |
| Nigeria | 2   | 3  | 0  | 1   | 0    | 2  | 15 | 20 | -5  | 22%  |
| México  | 0   | 3  | 0  | 0   | 0    | 3  | 7  | 16 | -9  | 0%   |

| 27 de abril de 2017, 15:30 | Irán                                                   | 3:2                       | México                            | Nassau National Beach Soccer Arena, Nasáu                       |                                                                 |
|                            | Hosseini 19'07"' · Akbari 28'06"' · Ahmadzadeh 30'19"' | ( 0:0, 1:1, 2:1 ) Reporte | Mosco 20'56"' · Maldonado 24'21"' | Asistencia: 400 espectadores Árbitro(s): Lukasz Ostrowski (POL) | Asistencia: 400 espectadores Árbitro(s): Lukasz Ostrowski (POL) |

| 27 de abril de 2017, 18:30 | Nigeria                                                                     | 6:12                      | Italia | Nassau National Beach Soccer Arena, Nasáu                    |                                                              |
|                            | Abu 1'09"' 27'04"' 34'34"' · Igudia 5'46"' · Tale 21'21"' · Okbonna 22'53"' | ( 2:2, 2:4, 2:6 ) Reporte | Palmacci 1'50"' 30'02"' 30'13"' · Zurlo 8'20"' · Gori 18'56"' 20'09"' 22'44"' 28'09"' 28'45"' 31'46"' · Di Palma 22'58"' · Chiavaro 34'35"' | Asistencia: 1600 espectadores Árbitro(s): Miguel López (GUA) | Asistencia: 1600 espectadores Árbitro(s): Miguel López (GUA) |

| 29 de abril de 2017, 15:30 | Italia                                                                 | 5:4                       | Irán                                                                    | Nassau National Beach Soccer Arena, Nasáu                  |                                                            |
|                            | Gori 7'38"' 25'41"' · Corosiniti 28'12"' · Ramacciotti 28'53"' 33'45"' | ( 1:2, 0:1, 4:1 ) Reporte | Akbari 8'25"' · Ahmadzadeh 10'13"' · Mesigar 17'04"' · Mokhtari 35'10"' | Asistencia: 1200 espectadores Árbitro(s): Ivo Moraes (BRA) | Asistencia: 1200 espectadores Árbitro(s): Ivo Moraes (BRA) |

| 29 de abril de 2017, 18:30 | México                                                                      | 4:5 (t. s.)(1:2 t. s.)    | Nigeria                                                               | Nassau National Beach Soccer Arena, Nasáu                    |                                                              |
|                            | Villa 7'29"' · Rodríguez 14'22"' · Maldonado 15'32"' (pen.) · Mosco 38'31"' | ( 1:0, 2:2, 0:1 ) Reporte | Okbonna 14'23"' · Abu 19'56"' 38'59"' · Tale 34'14"' · Igudia 36'23"' | Asistencia: 2600 espectadores Árbitro(s): Sergio Gomes (POR) | Asistencia: 2600 espectadores Árbitro(s): Sergio Gomes (POR) |

| 1 de mayo de 2017, 15:30 | Italia | 8:1                       | México            | Nassau National Beach Soccer Arena, Nasáu                 |                                                           |
|                          | Di Palma 2'39"' · Zurlo 16'01"' · Palmacci 16'56"' 25'47"' · Gori 19'24"' 24'00"' 30'33"' · Ramacciotti 33'51"' | ( 1:0, 4:0, 3:1 ) Reporte | Maldonado 34'11"' | Asistencia: 500 espectadores Árbitro(s): Liang Shao (CHN) | Asistencia: 500 espectadores Árbitro(s): Liang Shao (CHN) |

| 1 de mayo de 2017, 18:30 | Nigeria                                                                     | 4:4 (0:0 t. s.)(1:2 p.)    | Irán                                                  | Nassau National Beach Soccer Arena, Nasáu                            |                                                                      |
|                          | Tale 14'45"' (pen.) · Ohwoferia 18'54"' · Igudia 21'07"' · Ibenegbu 32'20"' | ( 0:1, 3:2, 1:1 ) Reporte  | Ahmadzadeh 07'53"' 20'05"' · Mokhtari 15'30"' 32'47"' | Asistencia: 1900 espectadores Árbitro(s): Laurynas Arzuolaitis (LTU) | Asistencia: 1900 espectadores Árbitro(s): Laurynas Arzuolaitis (LTU) |
|                          |                                                                             | Tiros desde el punto penal |                                                       |                                                                      |                                                                      |
|                          | - Tale - Ibenegbu - Ogodo                                                   |                            | - Boulokbashi - Nazem - Akbari                        |                                                                      |                                                                      |

### Grupo C
| Equipo                 | Pts | PJ | PG | PG+ | PG++ | PP | GF | GC | Dif | Rend |
| ---------------------- | --- | -- | -- | --- | ---- | -- | -- | -- | --- | ---- |
| Paraguay               | 6   | 3  | 2  | 0   | 0    | 1  | 12 | 8  | 4   | 67%  |
| Portugal               | 5   | 3  | 1  | 1   | 0    | 1  | 12 | 6  | 6   | 55%  |
| Emiratos Árabes Unidos | 4   | 3  | 1  | 0   | 1    | 1  | 6  | 6  | 0   | 44%  |
| Panamá                 | 0   | 3  | 0  | 0   | 0    | 3  | 4  | 14 | -10 | 0%   |

| 28 de abril de 2017, 17:00 | Portugal                                                                                                  | 7:0                       | Panamá | Nassau National Beach Soccer Arena, Nasáu                        |                                                                  |
|                            | Torres 2'50"' · Leo Martins 4'06"' 27'59"' · Coimbra 5'18"' · Zé María 12'14"' 31'50"' · Belchior 30'54"' | ( 3:0, 1:0, 3:0 ) Reporte |        | Asistencia: 700 espectadores Árbitro(s): Jelili Ogunmuyiwa (NGA) | Asistencia: 700 espectadores Árbitro(s): Jelili Ogunmuyiwa (NGA) |

| 28 de abril de 2017, 20:00 | Emiratos Árabes Unidos                 | 3:2                       | Paraguay                | Nassau National Beach Soccer Arena, Nasáu                   |                                                             |
|                            | Mohamed 4'45"' 11'20"' · Beshr 24'33"' | ( 2:1, 0:0, 1:1 ) Reporte | Carballo 8'51"' 28'54"' | Asistencia: 1900 espectadores Árbitro(s): Ago Kaerman (EST) | Asistencia: 1900 espectadores Árbitro(s): Ago Kaerman (EST) |

| 30 de abril de 2017, 17:00 | Paraguay                                                                | 5:3                       | Portugal                              | Nassau National Beach Soccer Arena, Nasáu                   |                                                             |
|                            | Rolón 3'43"' · Morán 15'07"' 30'18"' · López 26'24"' · Carballo 26'47"' | ( 1:1, 1:1, 3:1 ) Reporte | Jordan 10'58"' 17'17"' · Alan 33'12"' | Asistencia: 1450 espectadores Árbitro(s): Said Hachim (MAD) | Asistencia: 1450 espectadores Árbitro(s): Said Hachim (MAD) |

| 30 de abril de 2017, 20:00 | Panamá                                     | 2:2 (0:0 t. s.)(2:3 p.)    | Emiratos Árabes Unidos                  | Nassau National Beach Soccer Arena, Nasáu                       |                                                                 |
|                            | Gálvez 1'07"' · Arrocha 1'19"'             | ( 2:2, 0:0, 0:0 ) Reporte  | Walid 0'55"' 8'11"'                     | Asistencia: 1300 espectadores Árbitro(s): Pablo Cadenasso (URU) | Asistencia: 1300 espectadores Árbitro(s): Pablo Cadenasso (URU) |
|                            |                                            | Tiros desde el punto penal |                                         |                                                                 |                                                                 |
|                            | - R. García - Bultrón - E. García - Watson |                            | - Haitham - W. Beshr - A. Beshr - Karim |                                                                 |                                                                 |

| 2 de mayo de 2017, 17:00 | Paraguay                                                                                | 5:2                       | Panamá                          | Nassau National Beach Soccer Arena, Nasáu                        |                                                                  |
|                          | Villaverde 00"45"' · Benítez 04"28"' · Zayas 09"44"' · Carballo 24"39"' · Morán 29"03"' | ( 3:1, 0:0, 2:1 ) Reporte | Watson 08"31"' · Rangel 26"31"' | Asistencia: 600 espectadores Árbitro(s): Sofien Benchabane (FRA) | Asistencia: 600 espectadores Árbitro(s): Sofien Benchabane (FRA) |

| 2 de mayo de 2017, 20:00 | Emiratos Árabes Unidos | 1:2 (0:1 t. s.)           | Portugal                              | Nassau National Beach Soccer Arena, Nasáu                        |                                                                  |
|                          | Karim 35"08"'          | ( 0:0, 0:1, 1:0 ) Reporte | Belchior 18"57"' · Bruno Novo 36"23"' | Asistencia: 1700 espectadores Árbitro(s): Gonzalo Carballo (SLV) | Asistencia: 1700 espectadores Árbitro(s): Gonzalo Carballo (SLV) |

### Grupo D
| Equipo  | Pts | PJ | PG | PG+ | PG++ | PP | GF | GC | Dif | Rend |
| ------- | --- | -- | -- | --- | ---- | -- | -- | -- | --- | ---- |
| Brasil  | 9   | 3  | 3  | 0   | 0    | 0  | 20 | 8  | 12  | 100% |
| Tahití  | 6   | 3  | 2  | 0   | 0    | 1  | 13 | 11 | 2   | 67%  |
| Japón   | 3   | 3  | 1  | 0   | 0    | 2  | 15 | 17 | -2  | 33%  |
| Polonia | 0   | 3  | 0  | 0   | 0    | 3  | 12 | 24 | -12 | 0%   |

| 28 de abril de 2017, 15:30 | Japón | 9:4                       | Polonia                                                           | Nassau National Beach Soccer Arena, Nasáu                   |                                                             |
|                            | Goto 3'09"' 4'08"' 17'40"' 21'10"' 26'22"' · Oba 15'15"' (pen.) · Iino 21'46"' 29'13"' · Yamauchi 22'36"' 29'13"' | ( 2:0, 5:2, 2:2 ) Reporte | Jesionowski 17'35"' · Saganowski 18'09"' 25'32"' · Ziober 35'15"' | Asistencia: 400 espectadores Árbitro(s): Mariano Romo (ARG) | Asistencia: 400 espectadores Árbitro(s): Mariano Romo (ARG) |

| 28 de abril de 2017, 18:30 | Brasil                                                         | 4:1                       | Tahití      | Nassau National Beach Soccer Arena, Nasáu                        |                                                                  |
|                            | Filipe 4'13"' · Bruno Xavier 6'41"' · Catarino 12'49"' 28'45"' | ( 2:1, 1:0, 1:0 ) Reporte | Tepa 2'37"' | Asistencia: 2000 espectadores Árbitro(s): Gionni Matticoli (ITA) | Asistencia: 2000 espectadores Árbitro(s): Gionni Matticoli (ITA) |

| 30 de abril de 2017, 15:30 | Tahití                                                                 | 4:3                       | Japón                           | Nassau National Beach Soccer Arena, Nasáu                          |                                                                    |
|                            | Labaste 3'42"' · Tavanae 25'36"' · Tepa 27'58"' · Li Fung Kuee 34'45"' | ( 1:0, 0:0, 3:3 ) Reporte | Akaguma 25'34"' 30'42"' 33'47"' | Asistencia: 1500 espectadores Árbitro(s): Eduards Borisevičs (LVA) | Asistencia: 1500 espectadores Árbitro(s): Eduards Borisevičs (LVA) |

| 30 de abril de 2017, 18:30 | Polonia                                                        | 4:7                       | Brasil | Nassau National Beach Soccer Arena, Nasáu                         |                                                                   |
|                            | Jesionowski 2'22"' 34'00"' · Saganowski 31'46"' 35'42"' (pen.) | ( 1:1, 0:2, 3:4 ) Reporte | Lucão 5'08"' · Catarino 19'55"' 30'05"' · Rodrigo 23'57"' 33'52"' · Fernando DDI 25'55"' · Mauricinho 35'54"' | Asistencia: 2500 espectadores Árbitro(s): Bakhtiyor Namazov (UZB) | Asistencia: 2500 espectadores Árbitro(s): Bakhtiyor Namazov (UZB) |

| 2 de mayo de 2017, 15:30 | Tahití | 8:4                       | Polonia                                                                                  | Nassau National Beach Soccer Arena, Nasáu                     |                                                               |
|                          | Li Fung Kuee 01'22"' 35'40"' · Tavanae 03'56"' 33'41"' · Tepa 06'54"' · Tchen 11'03"' · N. Bennett 12'01"' 17'52"' | ( 4:0, 2:1, 2:3 ) Reporte | Lenart 21'48"' · Kubiak 26'52"' (pen.) · R. Bennett 30'17"' (a.g.) · Jesionowski 33'36"' | Asistencia: 500 espectadores Árbitro(s): Jorge Martínez (PAR) | Asistencia: 500 espectadores Árbitro(s): Jorge Martínez (PAR) |

| 2 de mayo de 2017, 18:30 | Brasil | 9:3                       | Japón                                              | Nassau National Beach Soccer Arena, Nasáu                  |                                                            |
|                          | Goto 4"11"' (a.g.) · Rodrigo 05'41"' 16'05"' 22'30"' 27'37"' 35'55"' · Mauricinho 19'17"' 34'17"' · Catarino 20'35"' | ( 2:2, 4:1, 3:0 ) Reporte | Oba 9"32"' · Goto 11"32"' · Bokinha 21"07"' (a.g.) | Asistencia: 2000 espectadores Árbitro(s): Jude Utulu (MLT) | Asistencia: 2000 espectadores Árbitro(s): Jude Utulu (MLT) |

## Segunda fase

### Cuadro final
|  | Cuartos de final  | Cuartos de final  |             |        | Semifinales       | Semifinales       |      |              | Final             | Final             |  |
|  | 4 de mayo de 2017 | 4 de mayo de 2017 |             |        | 6 de mayo de 2017 | 6 de mayo de 2017 |      |              | 7 de mayo de 2017 | 7 de mayo de 2017 |  |
|  |                   |                   |             |        |                   |                   |      |              |                   |                   |  |
|  |                   |                   |             |        |                   |                   |      |              |                   |                   |  |
|  | Suiza             | 3                 |             |        |                   |                   |      |              |                   |                   |  |
|  | Suiza             | 3                 |             |        |                   |                   |      |              |                   |                   |  |
|  | Irán (t. s.)      | 4                 |             |        |                   |                   |      |              |                   |                   |  |
|  | Irán (t. s.)      | 4                 |             | Irán   | 1 (2)             |                   |      |              |                   |                   |  |
|  |                   |                   |             | Irán   | 1 (2)             |                   |      |              |                   |                   |  |
|  |                   |                   | Tahití (p.) | 1 (3)  |                   |                   |      |              |                   |                   |  |
|  | Paraguay          | 4                 | Tahití (p.) | 1 (3)  |                   |                   |      |              |                   |                   |  |
|  | Paraguay          | 4                 |             |        |                   |                   |      |              |                   |                   |  |
|  | Tahití            | 6                 |             |        |                   |                   |      |              |                   |                   |  |
|  | Tahití            | 6                 |             |        |                   |                   |      | Tahití       | 0                 |                   |  |
|  |                   |                   |             |        |                   |                   |      | Tahití       | 0                 |                   |  |
|  |                   |                   | Brasil      | 6      |                   |                   |      |              |                   |                   |  |
|  | Italia            | 5                 | Brasil      | 6      |                   |                   |      |              |                   |                   |  |
|  | Italia            | 5                 |             |        |                   |                   |      |              |                   |                   |  |
|  | Senegal           | 1                 |             |        |                   |                   |      |              |                   |                   |  |
|  | Senegal           | 1                 |             | Italia | 4                 |                   |      | Tercer lugar | Tercer lugar      |                   |  |
|  |                   |                   |             | Italia | 4                 |                   |      | Tercer lugar | Tercer lugar      |                   |  |
|  |                   |                   | Brasil      | 8      |                   |                   |      |              |                   |                   |  |
|  | Brasil            | 4                 | Brasil      | 8      |                   |                   | Irán | 5            |                   |                   |  |
|  | Brasil            | 4                 |             |        |                   |                   | Irán | 5            |                   |                   |  |
|  | Portugal          | 3                 |             |        |                   |                   |      |              | Italia            | 3                 |  |
|  | Portugal          | 3                 |             |        |                   |                   |      |              | Italia            | 3                 |  |
|  |                   |                   |             |        |                   |                   |      |              |                   |                   |  |

### Cuartos de final
| 4 de mayo de 2017, 15:30 | Paraguay                                                | 4:6                       | Tahití | Nassau National Beach Soccer Arena, Nasáu                           |                                                                     |
|                          | Barreto 14'04"' · Morán 17'12"' 23'31"' · Zayas 35'59"' | ( 0:2, 3:1, 1:3 ) Reporte | Torohia 08'51"' · N. Bennett 11'27"' · Taiarui 18'23"' · Labaste 28'14"' · Tavanae 35'47"' · Tepa 35'59"' | Asistencia: 700 espectadores Árbitro(s): Laurinas Arzuolaitis (LTU) | Asistencia: 700 espectadores Árbitro(s): Laurinas Arzuolaitis (LTU) |

| 4 de mayo de 2017, 17:00 | Brasil                                                              | 4:3                       | Portugal                                | Nassau National Beach Soccer Arena, Nasáu                         |                                                                   |
|                          | Catarino 00'12"' · Datinha 18'49"' (pen.) 20'20"' · Rodrigo 33'26"' | ( 1:2, 2:0, 1:1 ) Reporte | Torres 00'02"' · Jordan 11'43"' 29'11"' | Asistencia: 1750 espectadores Árbitro(s): Bakhtiyor Namazov (UZB) | Asistencia: 1750 espectadores Árbitro(s): Bakhtiyor Namazov (UZB) |

| 4 de mayo de 2017, 18:30 | Suiza                                     | 3:4 (t. s.)(0:1 t. s.)    | Irán                                                          | Nassau National Beach Soccer Arena, Nasáu                        |                                                                  |
|                          | Stankovic 16'22"' · Hodel 17'50"' 22'05"' | ( 0:1, 3:1, 0:1 ) Reporte | Ahmadzadeh 03'54"' 13'57"' · Nazem 35'03"' · Mokhtari 38'09"' | Asistencia: 2500 espectadores Árbitro(s): Gionni Matticoli (ITA) | Asistencia: 2500 espectadores Árbitro(s): Gionni Matticoli (ITA) |

| 4 de mayo de 2017, 20:00 | Italia                                                                           | 5:1                       | Senegal              | Nassau National Beach Soccer Arena, Nasáu                    |                                                              |
|                          | Gori 1'11"' (pen.) 22'40"' 26'01"' (pen.) · Marrucci 21'35"' · Frainetti 24'57"' | ( 1:0, 2:0, 2:1 ) Reporte | Balde 33'04"' (pen.) | Asistencia: 2500 espectadores Árbitro(s): Mariano Romo (ARG) | Asistencia: 2500 espectadores Árbitro(s): Mariano Romo (ARG) |

### Semifinales
| 6 de mayo de 2017, 15:00 | Irán                                                          | 1:1 (t. s.)(0:0 t. s.)(2:3 p.) | Tahití                                                               | Nassau National Beach Soccer Arena, Nasáu                          |                                                                    |
|                          | Nazem 18'04"'                                                 | ( 0:0, 1:0, 0:1 ) Reporte      | Tepa 31'31"'                                                         | Asistencia: 1800 espectadores Árbitro(s): Eduards Borisevičs (LVA) | Asistencia: 1800 espectadores Árbitro(s): Eduards Borisevičs (LVA) |
|                          |                                                               | Tiros desde el punto penal     |                                                                      |                                                                    |                                                                    |
|                          | - Nazem - Mokhtari - Akbari - Ahmadzadeh - Kiani - Behzadpour |                                | - N. Bennett - Teriitau - Li Fung Kuee - Labaste - Tepa - R. Bennett |                                                                    |                                                                    |

| 6 de mayo de 2017, 16:30 | Italia                                                                            | 4:8                       | Brasil | Nassau National Beach Soccer Arena, Nasáu                   |                                                             |
|                          | Marrucci 02'24"' · Ramacciotti 09'35"' · Gori 26'11"' (pen.) · Corosiniti 26'31"' | ( 2:2, 0:5, 2:1 ) Reporte | Mauricinho 02'21"' 15'27"' 19'59"' · Rodrigo 9'31"' · Catarino 12'23"' · Lucão 17'03"' · Mão 22'27"' · Bokinha 26'53"' | Asistencia: 3450 espectadores Árbitro(s): Said Hachim (MAD) | Asistencia: 3450 espectadores Árbitro(s): Said Hachim (MAD) |

### Tercer puesto
| 7 de mayo de 2017, 15:00 | Irán                                                                           | 5:3                       | Italia                                     | Nassau National Beach Soccer Arena, Nasáu                  |                                                            |
|                          | Ahmadzadeh 02'42"' 13'46"' 35'36"' (pen.) · Mokhtari 18'10"' · Mesigar 29'09"' | ( 1:0, 2:0, 2:3 ) Reporte | Gori 25'16"' 28'39"' · Ramacciotti 32'13"' | Asistencia: 2500 espectadores Árbitro(s): Ivo Moraes (BRA) | Asistencia: 2500 espectadores Árbitro(s): Ivo Moraes (BRA) |

### Final
| 7 de mayo de 2017, 16:30 | Tahití | 0:6                       | Brasil                                                                                   | Nassau National Beach Soccer Arena, Nasáu                         |                                                                   |
|                          |        | ( 0:2, 0:1, 0:3 ) Reporte | Mauricinho 00'14"' 17'40"' · Datinha 06'03"' · Catarino 29'46"' · Daniel 31'48"' 33'00"' | Asistencia: 3500 espectadores Árbitro(s): Bakhtiyor Namazov (UZB) | Asistencia: 3500 espectadores Árbitro(s): Bakhtiyor Namazov (UZB) |

|                           |
| Bandera de Brasil         |
| Campeón Brasil 5.º título |

## Premios y reconocimientos
De acuerdo con la página oficial Archivado el 12 de mayo de 2017 en Wayback Machine. de la competición.

### Balón de Oro
El galardón del «Balón de Oro» fue otorgado por la organización al mejor jugador del torneo. También se otorgaron el «Balón de Plata» y el «Balón de Bronce».
| Jugador             | Selección |
| Mohammad Ahmadzadeh | Irán      |
| Mauricinho          | Brasil    |
| Datinha             | Brasil    |
| ------------------- | --------- |

### Bota de Oro
La «Bota de Oro» fue otorgada por la organización al jugador que anotó la mayor cantidad de goles durante el desarrollo del torneo. También se otorgaron la «Bota de Plata» y la «Bota de Bronce».
| Jugador             | Selección | Goles |
| ------------------- | --------- | ----- |
| Gabriele Gori       | Italia    | 17    |
| Rodrigo             | Brasil    | 9     |
| Mohammad Ahmadzadeh | Irán      | 9     |

### Guante de Oro
El galardón del «Guante de oro» fue otorgado por la organización al mejor portero del evento.
| Jugador         | Selección |
| Peyman Hosseini | Irán      |
| --------------- | --------- |

### Premio Fair Play
El Premio Fair Play de la FIFA distinguió al equipo con el mejor registro disciplinario de la competición.

| Premio Fair Play de la FIFA |
| Brasil                      |
| --------------------------- |

## Estadísticas

### Tabla general
| Equipo | Equipo                 | Pts | PJ | PG | PG+ | PG++ | PP | GF | GC | Dif | Rend |
| ------ | ---------------------- | --- | -- | -- | --- | ---- | -- | -- | -- | --- | ---- |
| 1      | Brasil                 | 13  | 6  | 6  | 0   | 0    | 0  | 38 | 15 | +23 | 100% |
| 2      | Tahití                 | 10  | 6  | 3  | 0   | 1    | 2  | 20 | 22 | -2  | 55%  |
| 3      | Irán                   | 8   | 6  | 2  | 1   | 1    | 2  | 21 | 18 | +3  | 44%  |
| 4      | Italia                 | 12  | 6  | 4  | 0   | 0    | 2  | 37 | 25 | +12 | 66%  |
| 5      | Suiza                  | 7   | 4  | 2  | 0   | 1    | 1  | 21 | 17 | +4  | 58%  |
| 6      | Senegal                | 6   | 4  | 2  | 0   | 0    | 2  | 26 | 12 | +14 | 50%  |
| 7      | Paraguay               | 6   | 4  | 2  | 0   | 0    | 2  | 16 | 14 | +2  | 50%  |
| 8      | Portugal               | 5   | 4  | 1  | 1   | 0    | 2  | 15 | 10 | +5  | 41%  |
| 9      | Emiratos Árabes Unidos | 4   | 3  | 1  | 0   | 1    | 1  | 6  | 6  | 0   | 44%  |
| 10     | Japón                  | 3   | 3  | 1  | 0   | 0    | 2  | 15 | 17 | -2  | 33%  |
| 11     | Bahamas                | 3   | 3  | 1  | 0   | 0    | 2  | 7  | 14 | -7  | 33%  |
| 12     | Nigeria                | 3   | 3  | 0  | 1   | 0    | 2  | 15 | 20 | -5  | 33%  |
| 13     | México                 | 0   | 3  | 0  | 0   | 0    | 3  | 7  | 16 | -9  | 0%   |
| 14     | Panamá                 | 0   | 3  | 0  | 0   | 0    | 3  | 4  | 14 | -10 | 0%   |
| 15     | Polonia                | 0   | 3  | 0  | 0   | 0    | 3  | 12 | 24 | -12 | 0%   |
| 16     | Ecuador                | 0   | 3  | 0  | 0   | 0    | 3  | 6  | 22 | -16 | 0%   |

### Goleadores
| Jugador             | Selección | Anotado | Asis. | Pen. | PJ |
| ------------------- | --------- | ------- | ----- | ---- | -- |
| Gabriele Gori       | Italia    | 17      | 0     | 3    | 6  |
| Rodrigo             | Brasil    | 9       | 3     | 0    | 6  |
| Mohammad Ahmadzadeh | Irán      | 9       | 1     | 1    | 6  |
| Mauricinho          | Brasil    | 8       | 4     | 0    | 6  |
| Catarino            | Brasil    | 8       | 0     | 0    | 6  |
| Dejan Stankovic     | Suiza     | 7       | 3     | 1    | 4  |

## Símbolos

### Tema oficial
Pure Good Vibes fue la canción oficial del torneo. Fue presentada al público el 28 de febrero de 2017 durante la realización del sorteo para la conformación de los grupos. Su autor es el músico bahameño Rick Carey quien la compuso a ritmo de Junkanoo, aunque combinado con un «sonido global».

### Balón oficial
El Adidas Praia fue el balón oficial del torneo. Fue presentado el 27 de enero de 2017 en una ceremonia que tuvo lugar en la playa Arawak Cay de Nasáu. De acuerdo con la página oficial de la FIFA, el balón «destaca por su color azul intenso, que se asemeja al de los mares turquesa de las Bahamas. Esta pelota azul de fútbol playa, específicamente diseñada con su ligereza y baja presión, contrasta por su color con la hermosa arena blanca bahameña, por lo que realzará los detalles técnicos y las acrobacias típicas del fútbol playa».